# Хиоки
Хиоки (яп. 日置市 Хиоки-си) — город в Японии, находящийся в префектуре Кагосима. Площадь города составляет 253,06 км², население — 49 707 человек (1 августа 2014), плотность населения — 196,42 чел./км².

## Географическое положение
Город расположен на острове Кюсю в префектуре Кагосима региона Кюсю. С ним граничат города Кагосима, Сацумасендай, Итикикусикино, Минамисацума.

## Население
Население города составляет 49 707 человек (1 августа 2014), а плотность — 196,42 чел./км². Изменение численности населения с 1980 по 2005 годы:
| 1980 | 52 022 чел. |  |
| 1985 | 53 025 чел. |  |
| 1990 | 52 675 чел. |  |
| 1995 | 52 791 чел. |  |
| 2000 | 53 391 чел. |  |
| 2005 | 52 411 чел. |  |

## Символика
Деревом города считается Pinus thunbergii, цветком — цветок сливы японской.